# Ereis
Ereis – rodzaj chrząszczy z rodziny kózkowatych i podrodziny zgrzypikowych.

## Zasięg występowania
Przedstawiciele tego rodzaju występują w Azji Południowo-Wschodniej.

## Systematyka
Do Ereis należy 8 gatunków:
- Ereis annulicornis
- Ereis anthriboides
- Ereis distincta
- Ereis javanica
- Ereis roseomaculata
- Ereis subfasciata
- Ereis sumatrensis
- Ereis thoracicus